# Weigela fujisanensis
Weigela fujisanensis là một loài thực vật có hoa trong họ Kim ngân. Loài này được (Makino) Nakai miêu tả khoa học đầu tiên năm 1936.

## Hình ảnh

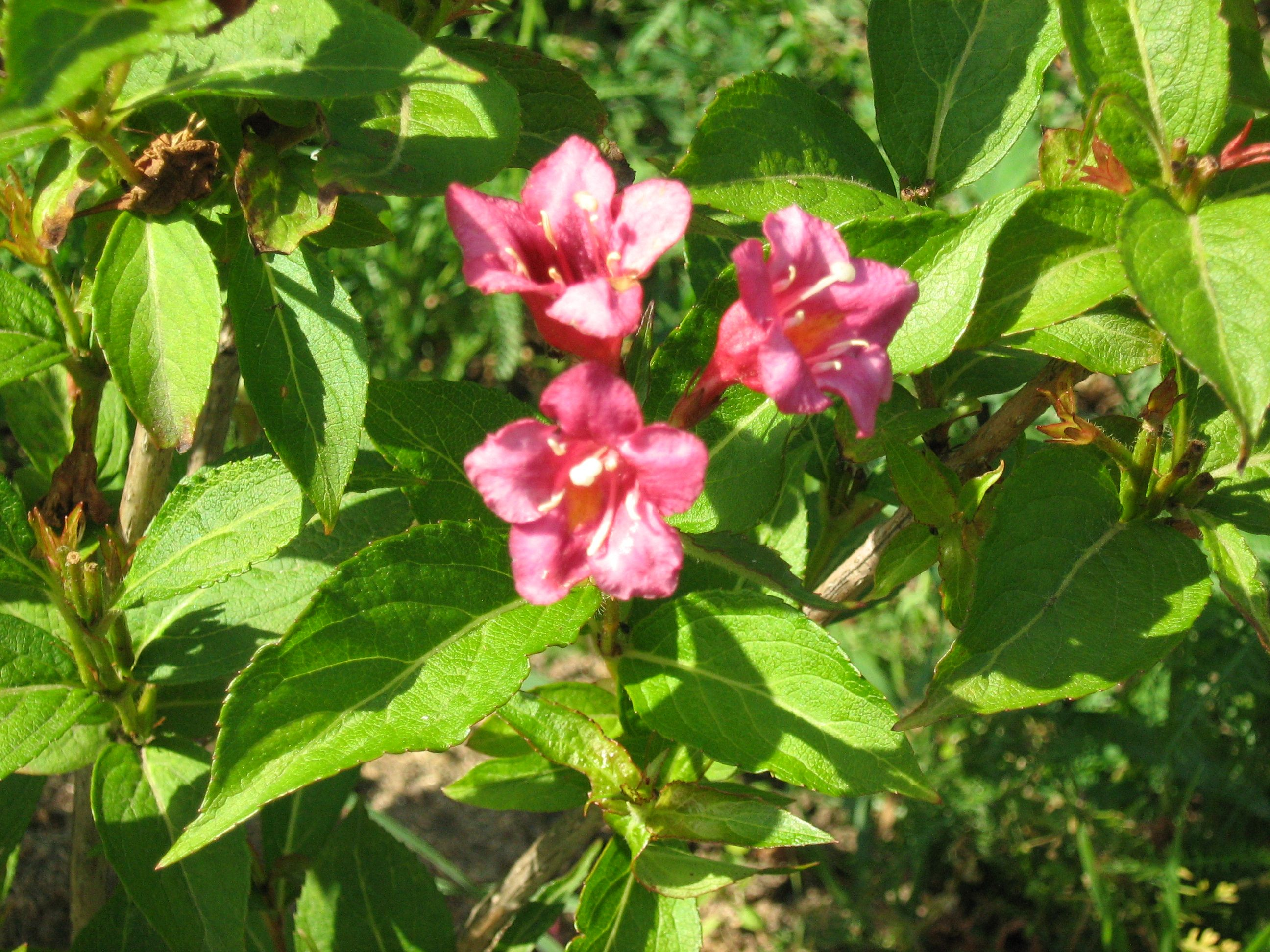
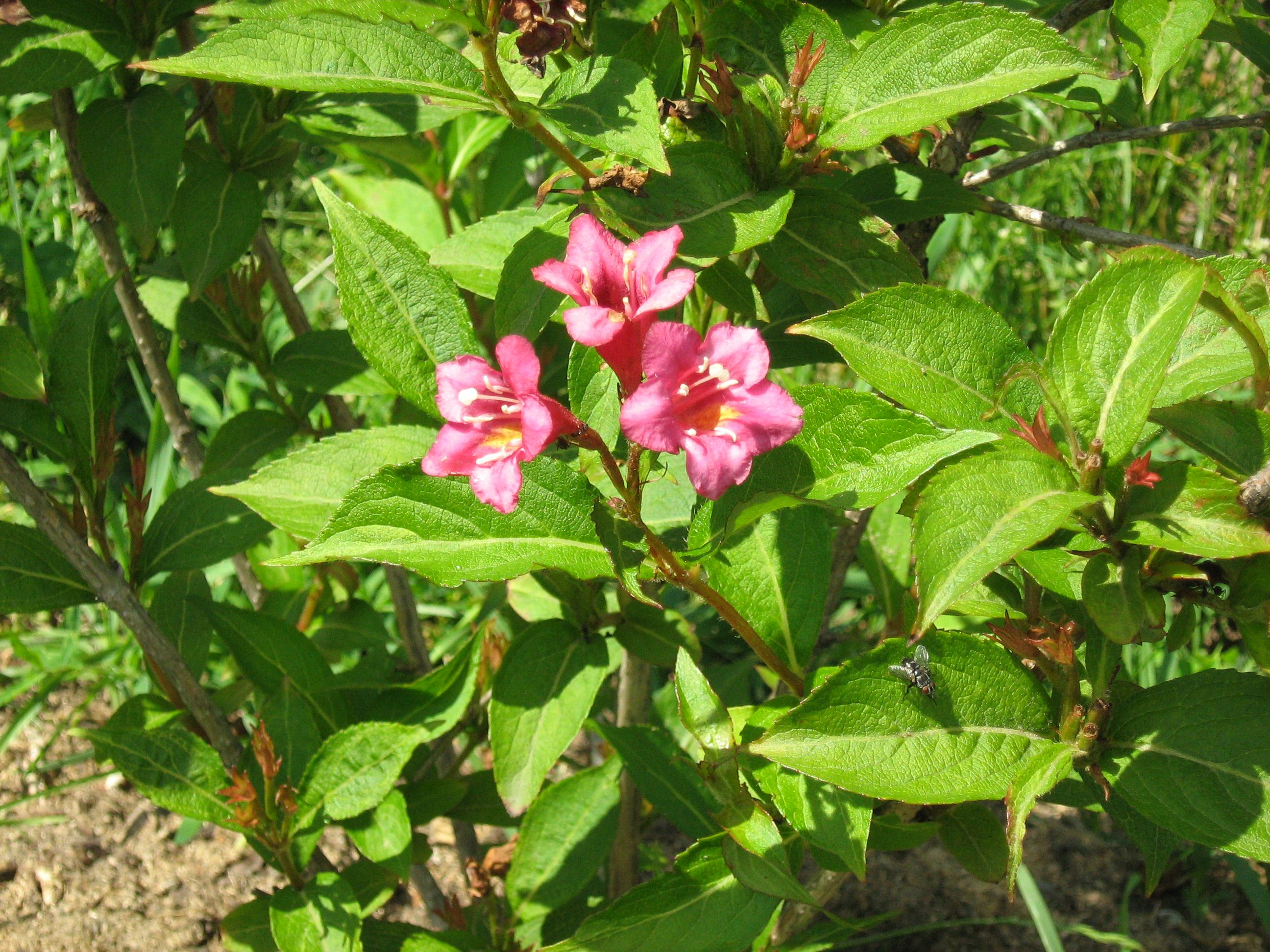
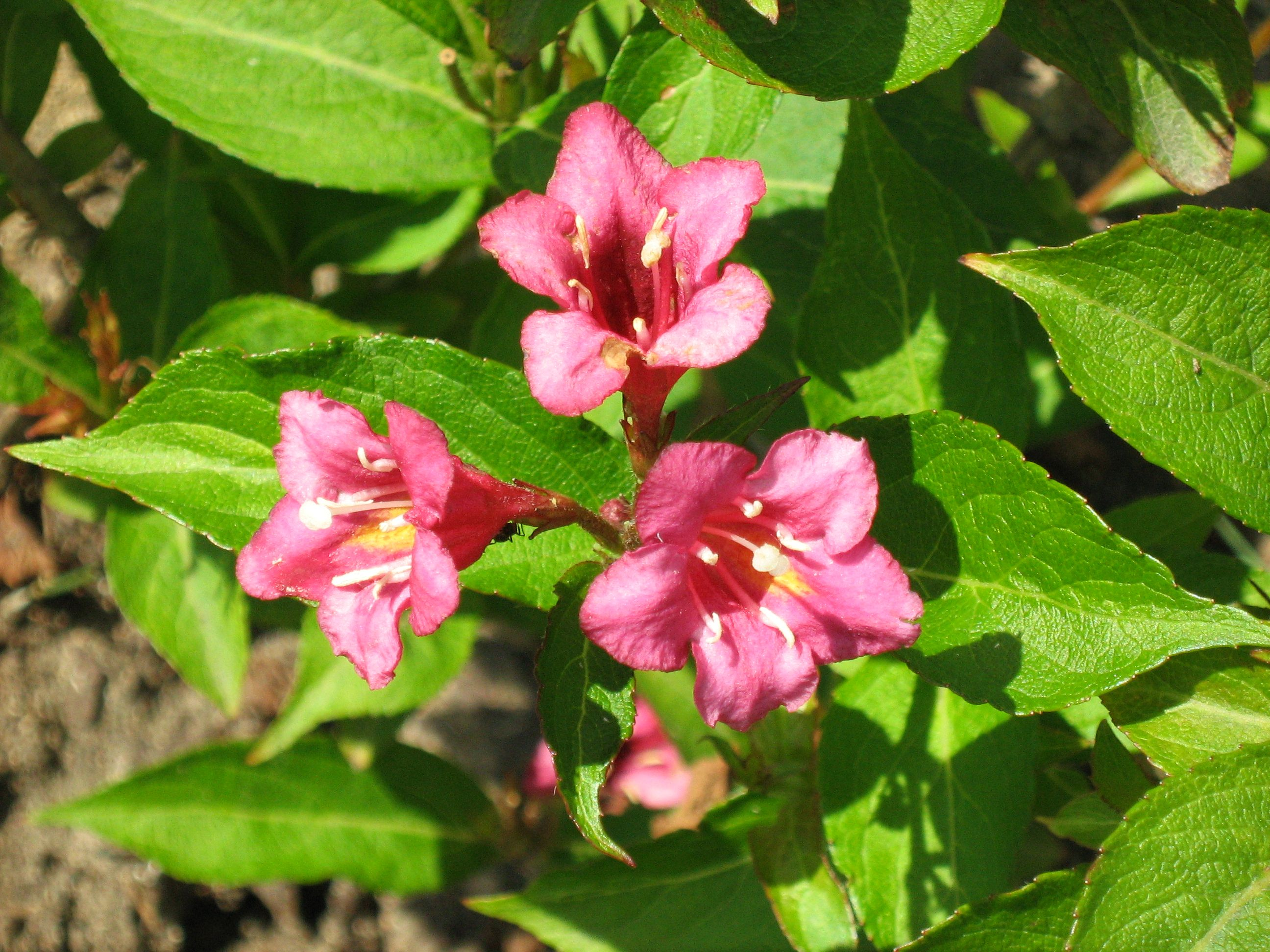
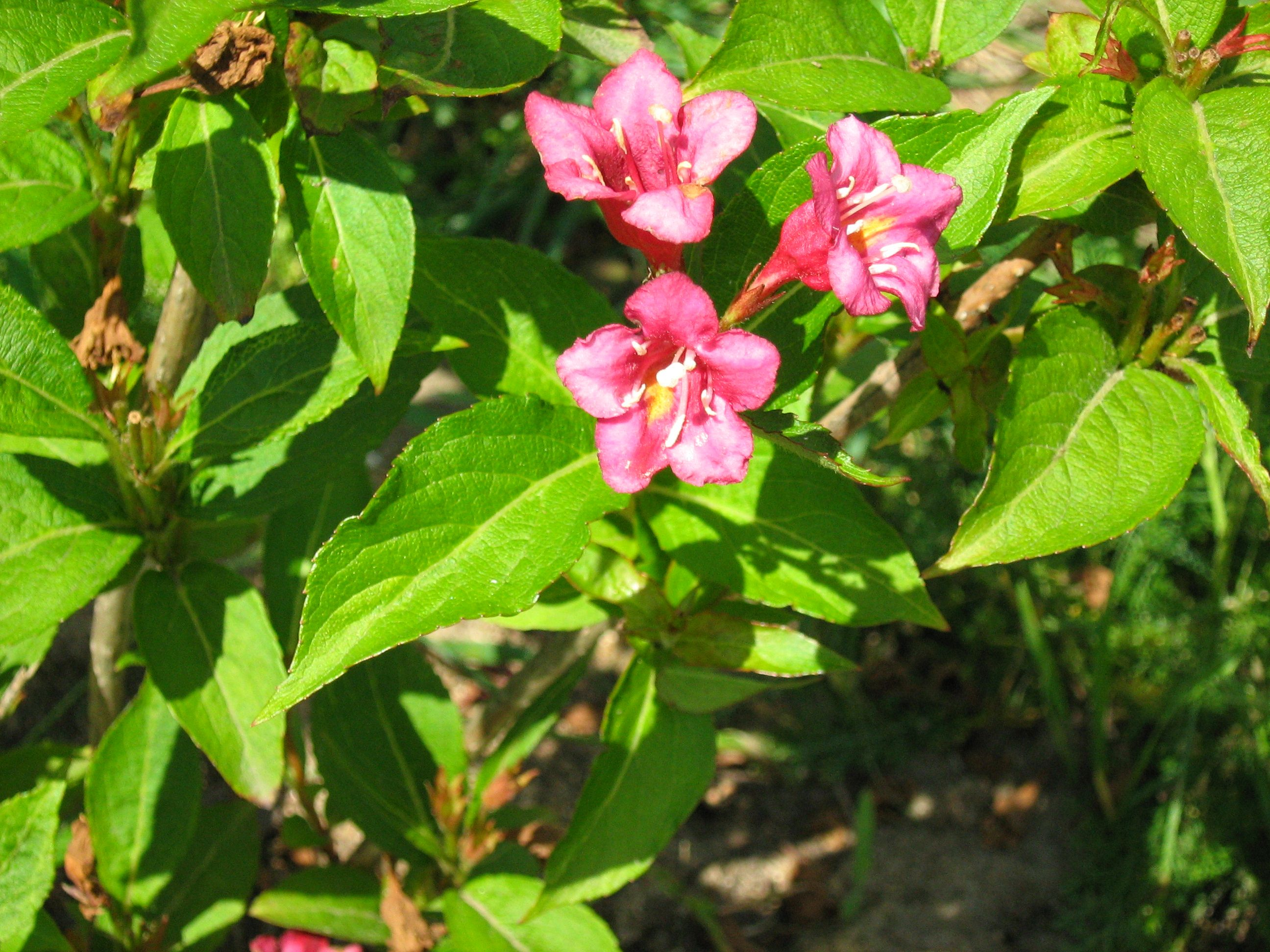